# Sitobion ibarae
Sitobion ibarae är en insektsart som först beskrevs av Matsumura 1917.  Sitobion ibarae ingår i släktet Sitobion och familjen långrörsbladlöss. Inga underarter finns listade i Catalogue of Life.